# Christian Formoso
Christian Formoso Bavich (Punta Arenas, 1971) es un poeta y profesor chileno, Premio Pablo Neruda 2010.

## Biografía
De ascendencia croata por parte materna, estudió la Enseñanza Básica en la Escuela Portugal D-25, y la Media en el Liceo Salesiano San José de Punta Arenas. En la Universidad de Magallanes se tituló de profesor de inglés (2005); posteriormente hizo una maestría en estudios hispánicos en la Universidad Villanova (EE. UU., 2009) y otra en la de Stony Brook (2014), donde obtuvo luego un doctorado en literatura.
Es profesor de la carrera de Castellano y Comunicación del Departamento de Educación en su alma máter; allí dirige la Cátedra Abierta de Pensamiento Hispanoamericano, el Centro de Escritura Académica en Inglés (AWC), y se desempeña como Director de Relaciones Internacionales.  Ha sido Profesor Visitante y Escritor en Residencia en la Pontificia Universidad Católica de Chile, y ha desarrollado diversas actividades en universidades de EE. UU. y España.
El 21 de noviembre de 2016 fue elegido miembro correspondiente de la Academia Chilena de la Lengua en Punta Arenas y se incorporó el 14 de agosto del año siguiente en una ceremonia celebrada en el auditorio Ernesto Livacic de la Universidad de Magallanes.
Obtuvo una beca del Fondo del Libro y la Lectura (Consejo Nacional de la Cultura y las Artes de Chile) en diciembre de 2016 para escribir, a partir de su tesis doctoral, el libro de ensayos Flores de una tierra que (no) tiene primavera. Escrituras y lecturas en el estrecho de Magallanes, la Tierra del Fuego y la Antártica ‘chilena’.
Algunos de sus poemas han sido traducidos al inglés, francés, alemán y griego, y han aparecido asimismo en publicaciones y antologías de Chile, Argentina, Bolivia, Colombia, Francia, España, Grecia y Estados Unidos. Ha participado en numerosos encuentros y ferias literarias, nacionales e internacionales, entre las que destaca la Feria Internacional del Libro de Guadalajara, donde en 2014 formó parte de la delegación que representó a Chile. En 2019, participó en la 13 versión del Festival de Poesía Hispanoamericana Latinale, en Berlín, Alemania.  Y en  junio de 2020, participó en las lecturas del Buchengarten de la 21° versión del Festival de Poesía de Berlín. En diciembre de 2021, la revista de crítica literaria y literatura “The Hollins Critic”, publicada por Hollins University (Virginia, EE. UU.), dedicó su artículo central a la parte de su obra traducida al inglés.

## Obra poética
- El odio o la ciudad invertida, autoedición, Punta Arenas, 1997
- Memorial del padre miedo, autoedición, Punta Arenas, 2000
- Los coros desterrados/ Estaciones cercanas al sueño, Editorial Universidad de Magallanes, Punta Arenas[22]
- Puerto de hambre, Universidad de Magallanes, Punta Arenas, 2005[23]
- El cementerio más hermoso de Chile, Cuarto Propio, Santiago de Chile, 2008[24] (Ofqui Editores, Temuco, 2016);[25] traducción al inglés de Terry Hermsen y Sydney Tammarine: The Most Beautiful Cemetery in Chile, Green Fish Press, Ohio, USA, 2015[26]
- bellezamericana, Cuarto Propio, Santiago, 2014[27]
- El milagro chileno, Biblioteca de Poesía Chilena Pablo Neruda, Fundación Pablo Neruda, Santiago, 2018[28]
- WWM —Walt Whitman Mall—, Provincianos Editores, Limache, 2020.[29]

## Premios y distinciones
- Premio Binacional Literario de la Patagonia, género poesía (versiones 1998 y 2000)
- Premio Concurso Nacional 25º Feria Internacional del Libro de Santiago – Sismo Nacional por Puerto de Hambre (Consejo Nacional de la Cultura y las Artes de Chile, 2005)
- Premio Consejo Nacional del Libro a la Mejor Obra Editada en Chile en género poesía, por El cementerio más hermoso de Chile (Consejo Nacional de la Cultura y las Artes de Chile, 2009)[30]
- Finalista del Premio Iberoamericano Lira de Oro, al mejor libro de poemas en lengua española publicado en el bienio 2007-2008, por El cementerio más hermoso de Chile (CCE, Núcleo del Azuay, Cuenca, Ecuador, 2009)[31]
- Premio Pablo Neruda 2010 de Poesía Joven (Fundación Pablo Neruda, 2010)[32]
- Premio Municipal Ciudad de Punta Arenas (2010)
- Beca  del Fondo Nacional del Fomento del Libro y la Lectura, en la modalidad de Creación Profesional, para escribir "bellezamericana" (Consejo Nacional de la Cultura y las Artes, 2012)